# Tom Brokaw
Thomas John Brokaw (nacido el 6 de febrero de 1940 en Webster, Dakota del Sur) es un periodista de televisión estadounidense y el ex presentador de NBC Nightly News with Tom Brokaw. Su última aparición como presentador fue el 1 de diciembre de 2004. En la última parte de la presentación de NBC Nightly News, el programa se convirtió en el programa de noticias más visto en los Estados Unidos. Brokaw ha recibido muchos premios y honores.
A Brokaw le diagnosticaron mieloma múltiple en agosto de 2013.
El 26 de abril de 2018, Brokaw fue acusado de acoso sexual por dos mujeres. En respuesta a las acusaciones, las ex colegas Rachel Maddow, Andrea Mitchell, Maria Shriver, Kelly O'Donnell y otras 64 personas firmaron una carta caracterizando a Brokaw como "un hombre de tremenda decencia e integridad".
Se retiró formalmente de la conducción de noticias el 22 de enero del 2021, después de 55 años de extraordinaria carrera como conductor de noticias, uno de los pocos presentadores de noticias en el mundo, que han estado más tiempo en una misma cadena de noticias, junto con el presentador de noticias ecuatoriano Alfonso Espinosa de los Monteros que lleva en Ecuavisa desde 1967 y Guillermo José Torres Puertorriqueño que estuvo 44 años en WAPA TV hasta su retiro en 2013.

## Carrera en medios audiovisuales

### 1966-1981: primeros años

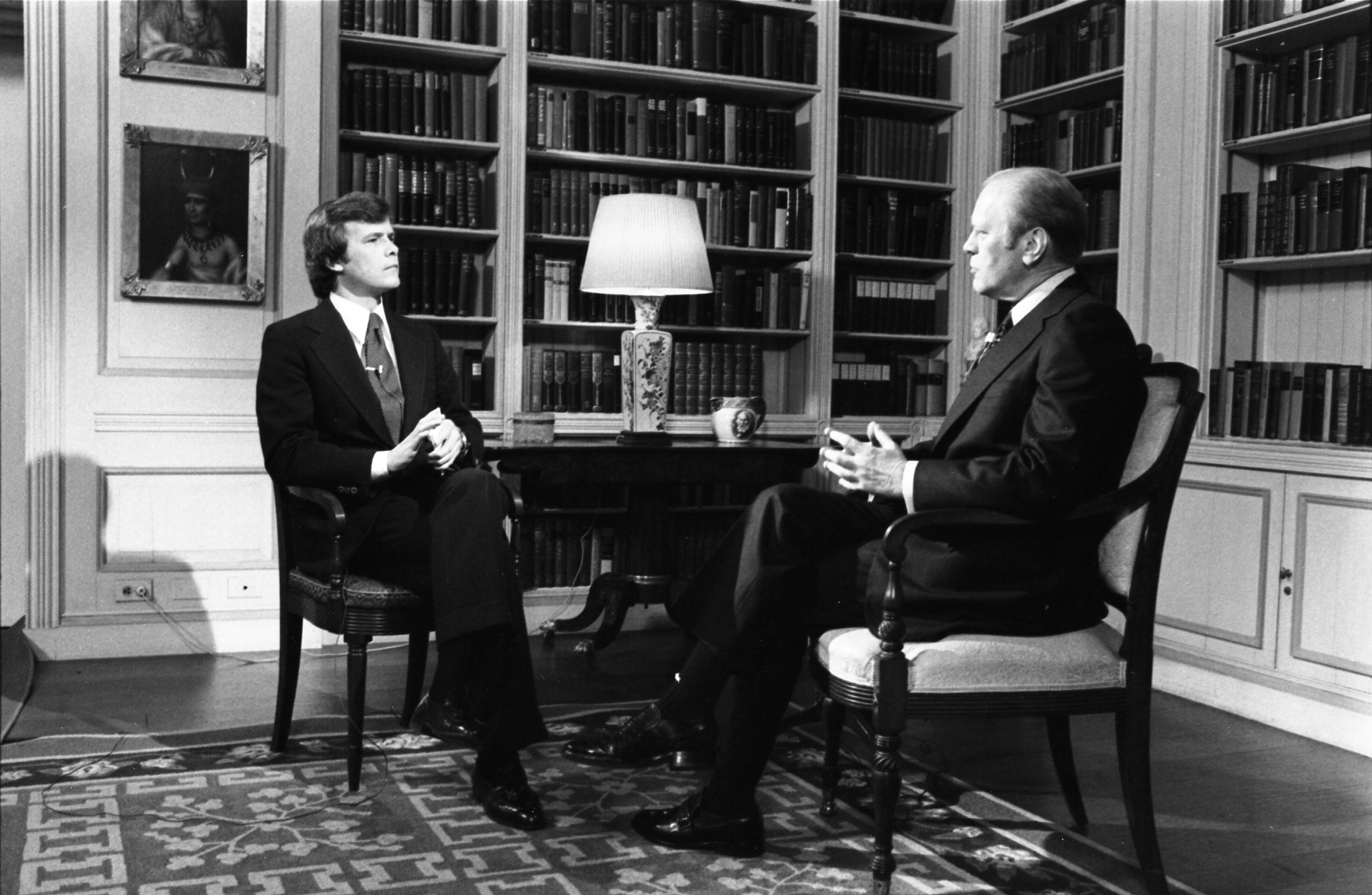
Brokaw entrevistando al presidente Gerald Ford en 1976

La carrera televisiva de Brokaw comenzó en KTIV en Sioux City, Iowa, seguida de temporadas en KMTV en Omaha, Nebraska y WSB-TV en Atlanta, En 1966, se unió a NBC News , informando desde Los Ángeles y presentando las 11:00 p. m.. noticias para KNBC. En 1973, NBC nombró a Brokaw corresponsal de la Casa Blanca , cubriendo el escándalo de Watergate , y presentadora de las ediciones de los sábados de Nightly News. Se convirtió en coanfitrión (con Jane Pauley) del Today Show de NBC.en 1976 y permaneció en el puesto hasta 1981, cuando fue sucedido por Bryant Gumbel.
Guardó un secreto muy bien guardado durante muchos años; en 2017, Brokaw escribió que le habían ofrecido, y que había rechazado rápidamente, el puesto de secretario de prensa en la Casa Blanca de Nixon en 1969. Mientras vivía en California antes de que Nixon hiciera su regreso político, Brokaw había conocido a HR 'Bob' Haldeman (jefe de gabinete de la Casa Blanca e iniciador de la oferta), así como al secretario de prensa de Nixon, Ron Ziegler, y a otros miembros del personal de la Casa Blanca.
En 2019, Brokaw escribió un libro titulado "La caída de Richard Nixon: un reportero recuerda Watergate", sobre sus experiencias trabajando como reportero y sus experiencias como miembro del cuerpo de prensa de la Casa Blanca.

### 1982-2004: Nightly News de NBC

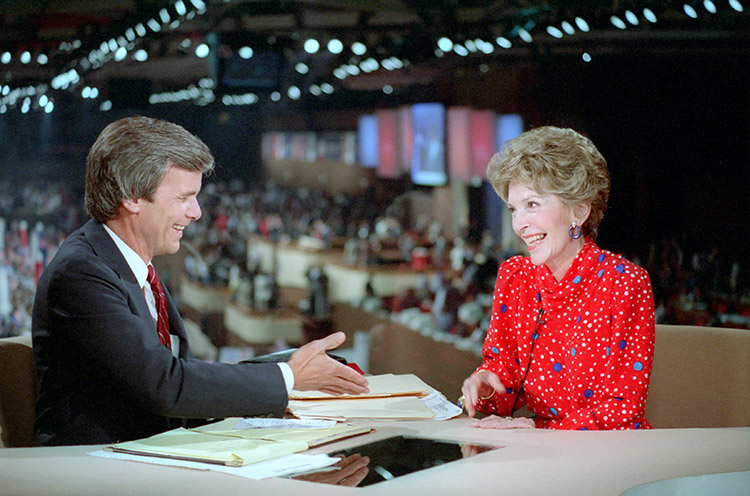
Brokaw con Nancy Reagan en la Convención Nacional Republicana en agosto de 1984

El 5 de abril de 1982, Brokaw comenzó a copresentar NBC Nightly News desde Nueva York con Roger Mudd en Washington, sucediendo a John Chancellor. Después de un año, el presidente de NBC News, Reuven Frank, concluyó que el programa de doble ancla no estaba funcionando y seleccionó a Brokaw como el único presentador. The NBC Nightly News con Tom Brokaw comenzó el 5 de septiembre de 1983. Entre otras noticias, cubrió el desastre del Challenger, La revolución de EDSA, la lucha de junio, el terremoto de Loma Prieta,  la caída del Muro de Berlín y el Huracán Andrew.

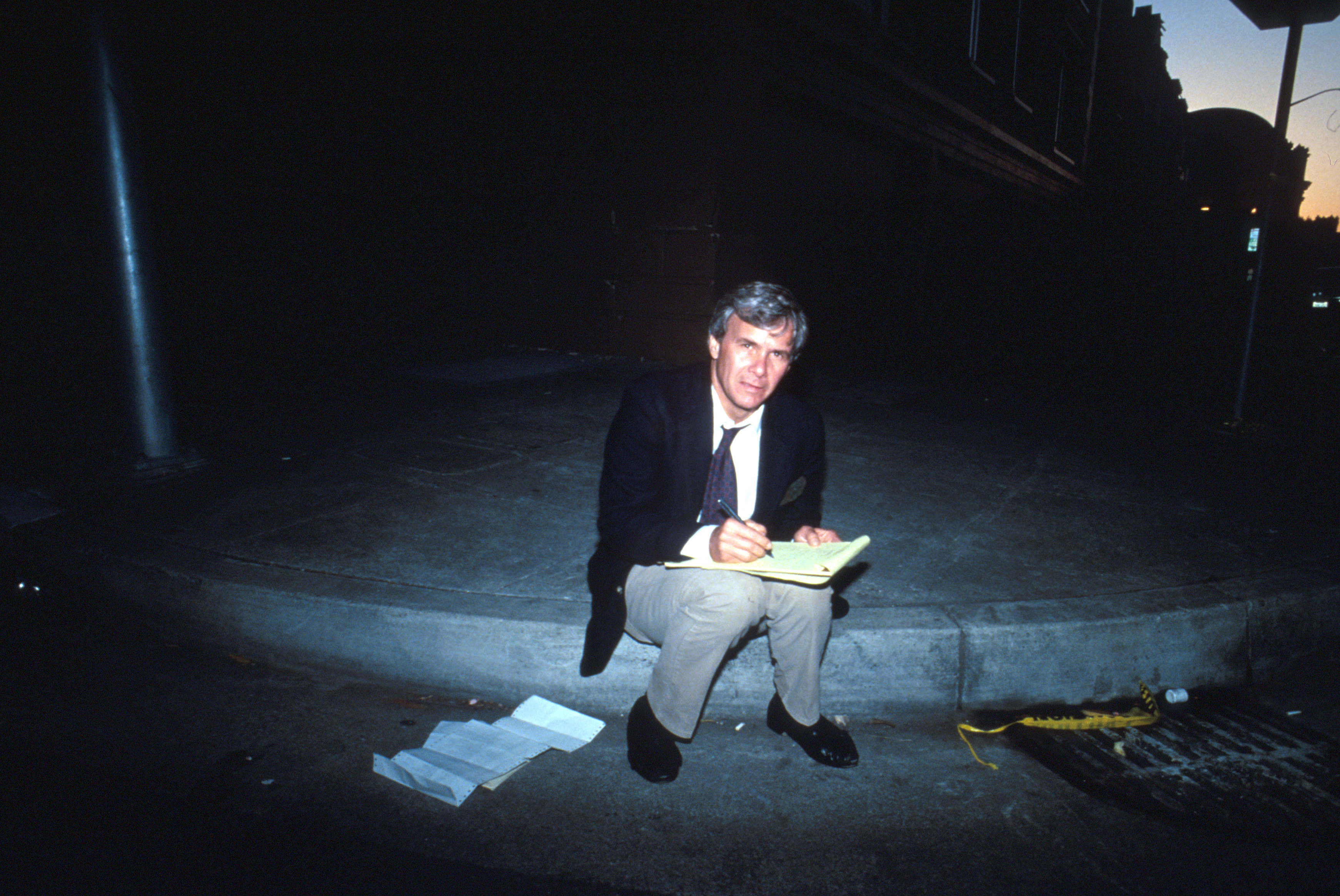
Brokaw se prepara para una transmisión en directo después del terremoto de Loma Prieta en 1989.

Brokaw logró un gran golpe cuando, el 9 de noviembre de 1989, fue el primer periodista de televisión en inglés en informar sobre la caída del Muro de Berlín. Brokaw asistió a una conferencia de prensa televisada organizada en Berlín Oriental por Günter Schabowski, portavoz de prensa del Politburó de Alemania Oriental, que acababa de decidir permitir a sus ciudadanos solicitar la salida permanente del país a través de su frontera con Alemania Occidental. Cuando se le preguntó a Schabowski cuándo entraría en vigor esta flexibilización de las regulaciones, echó un vistazo a sus notas y luego dijo: " sofort, unverzüglich " ("inmediatamente, sin demora"), provocando una estampida de berlineses orientales hacia el Muro. Brokaw tuvo una entrevista con Schabowski después de la conferencia de prensa, quien repitió su declaración "inmediatamente" cuando se le presionó. Más tarde esa noche, Brokaw informó desde el lado oeste de la Puerta de Brandeburgo sobre este anuncio y el pandemonio que se había desatado en Berlín Oriental a causa de él.
Como presentador, Brokaw realizó las primeras entrevistas individuales en la televisión estadounidense con el líder soviético Mijaíl Gorbachov y el presidente ruso Vladímir Putin. Él y Katie Couric fueron anfitriones de una revista de noticias en horario estelar, Now , que se emitió de 1993 a 1994 antes de incorporarse al programa de varias noches Dateline NBC .
Además, en 1993, en la primera transmisión de Late Show with David Letterman en CBS, en respuesta al monólogo de David Letterman que contenía chistes sobre NBC, Brokaw subió al escenario en un cameo sorpresa (acompañado por Paul Shaffer y la CBS Orchestra tocando la Tema de NBC Nightly News). [31] Felicitó a Letterman por su nuevo programa y le deseó lo mejor, pero también declaró que estaba decepcionado y conmocionado; posteriormente se acercó al hombre que sostenía las tarjetas de referencia, tomó dos y comentó: "¡Estos dos últimos chistes son propiedad intelectual de NBC!", dejando el escenario después. [31] Letterman luego comentó: "¿Quién hubiera pensado que alguna vez escucharías las palabras 'propiedad intelectual' y 'NBC' en la misma oración?" [31]
Richard Jewell demandó a NBC News por esta declaración, hecha por Brokaw sobre el atentado del Parque Olímpico de 1996, "La especulación es que el FBI está cerca de presentar el caso. Probablemente tengan suficiente para arrestar a [Jewell] en este momento, probablemente suficiente para procesarlo", pero siempre quieres tener lo suficiente para condenarlo también. Todavía hay algunos agujeros en este caso ". A pesar de que NBC mantuvo su historia, la cadena acordó pagarle a Jewell $ 500 000.

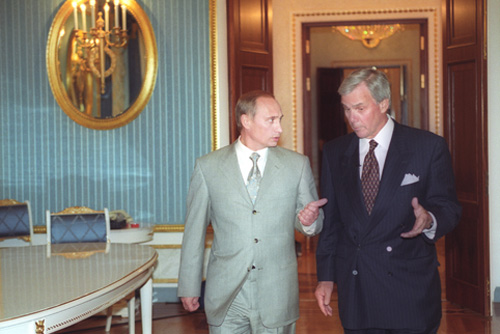
Brokaw con Vladímir Putin antes de una entrevista el 2 de junio de 2000.

El 11 de septiembre de 2001, Brokaw se unió a Katie Couric y Matt Lauer alrededor de las 9:30 a. m., luego del ataque en vivo a la Torre Sur del World Trade Center, y continuó fondeando todo el día, hasta pasada la medianoche. Tras el colapso de la segunda torre, Brokaw observó: "Esto es guerra. Esto es una declaración y una ejecución de un ataque a los Estados Unidos". [32] [33] Continuó anclando la cobertura hasta la medianoche de los dos días siguientes. Más tarde ese mes, se le envió una carta que contenía ántrax como parte de los ataques con ántrax de 2001. Brokaw no resultó herido, pero dos empleados de NBC News resultaron infectados. En 2008, testificó ante la Comisión de Prevención de la Proliferación de Armas de Destrucción Masiva y Terrorismo sobre los ataques con ántrax, discutiendo públicamente sus experiencias por primera vez en un detallado relato día a día. [34] [35]
En 2002, NBC anunció que Brokaw se retiraría como presentador de NBC Nightly News luego de las elecciones presidenciales de 2004, para ser reemplazado por Brian Williams. Brokaw permanecería en NBC News a tiempo parcial a partir de ese momento, sirviendo como analista y presentando y produciendo programas documentales. Brokaw cerró su última transmisión de Nightly News frente a 15.7 millones de espectadores en NBC el 1 de diciembre de 2004, diciendo:
Bueno, ha llegado el momento. Hemos pasado por mucho juntos a través de días y noches oscuros y temporadas de esperanza y alegría. Cualquiera que sea la historia, solo tenía un objetivo, hacerlo bien. Cuando fallé, fue personalmente doloroso y no hubo mayor urgencia que corregir el rumbo. En esas ocasiones, estaba agradecido por su paciencia y siempre consciente de que su paciencia y atención no venían con una garantía de por vida.
No estaba solo aquí, por supuesto. Soy simplemente la parte más conspicua de un personal numeroso, completamente dedicado y profesional que se extiende más allá de estas cámaras, en todo el país y en todo el mundo. En demasiados casos, en lugares de grave peligro y dificultades personales, son mi familia.
¿Qué he aprendido aquí? Más de lo que tenemos tiempo para contar esta noche, pero las lecciones perdurables a lo largo de las décadas son las siguientes: no son las preguntas las que nos meten en problemas, son las respuestas. Y lo que es igualmente importante, ninguna persona tiene todas las respuestas.
Solo pregúntele a un miembro de la generación que llegué a conocer bien, los hombres y mujeres que alcanzaron la mayoría de edad en la Gran Depresión que tuvieron un gran sacrificio personal, salvaron al mundo durante la Segunda Guerra Mundial y regresaron a casa para dedicar sus vidas a mejorar la nación. ya habían servido tan noblemente. No eran perfectos, ninguna generación lo es, pero esta dejó un gran y vital legado de esfuerzo común para encontrar un terreno común aquí y en el extranjero para resolver nuestros problemas más desconcertantes. No renunciaron a sus creencias personales y pasiones más grandes, pero nunca dejaron de aprender unos de otros y, sobre todo, no renunciaron a la idea de que estamos todos juntos en esto, todavía lo estamos.
Y es con ese espíritu que digo gracias por todo lo que he aprendido de ustedes. Esa ha sido mi recompensa más rica.
Al final de su tiempo como presentador de Nightly News, Brokaw fue considerado como la personalidad de noticias más popular en los Estados Unidos. Nightly News había movido en primer lugar en los índices de audiencia de Nielsen a finales de 1996 [36] y se mantiene en el lugar por el resto del mandato de Brokaw en el programa, lo coloca por delante de ABC 's Peter Jennings y World News Tonight , y CBS' s Dan Rather y CBS Evening News. Junto con Jennings y Rather, Brokaw ayudó a marcar el comienzo de la era del presentador de noticias de televisión.como una estrella trotamundos generosamente compensada en la década de 1980. La magnitud de un evento noticioso podría medirse en función de si Brokaw y sus homólogos de las otras dos redes aparecieron en escena. El retiro de Brokaw en diciembre de 2004, seguido por la expulsión de Rather del CBS Evening News en marzo de 2005, y la muerte de Jennings en agosto de 2005, pusieron fin a esa era. [37]

### 2004-2021: Después de Nightly News

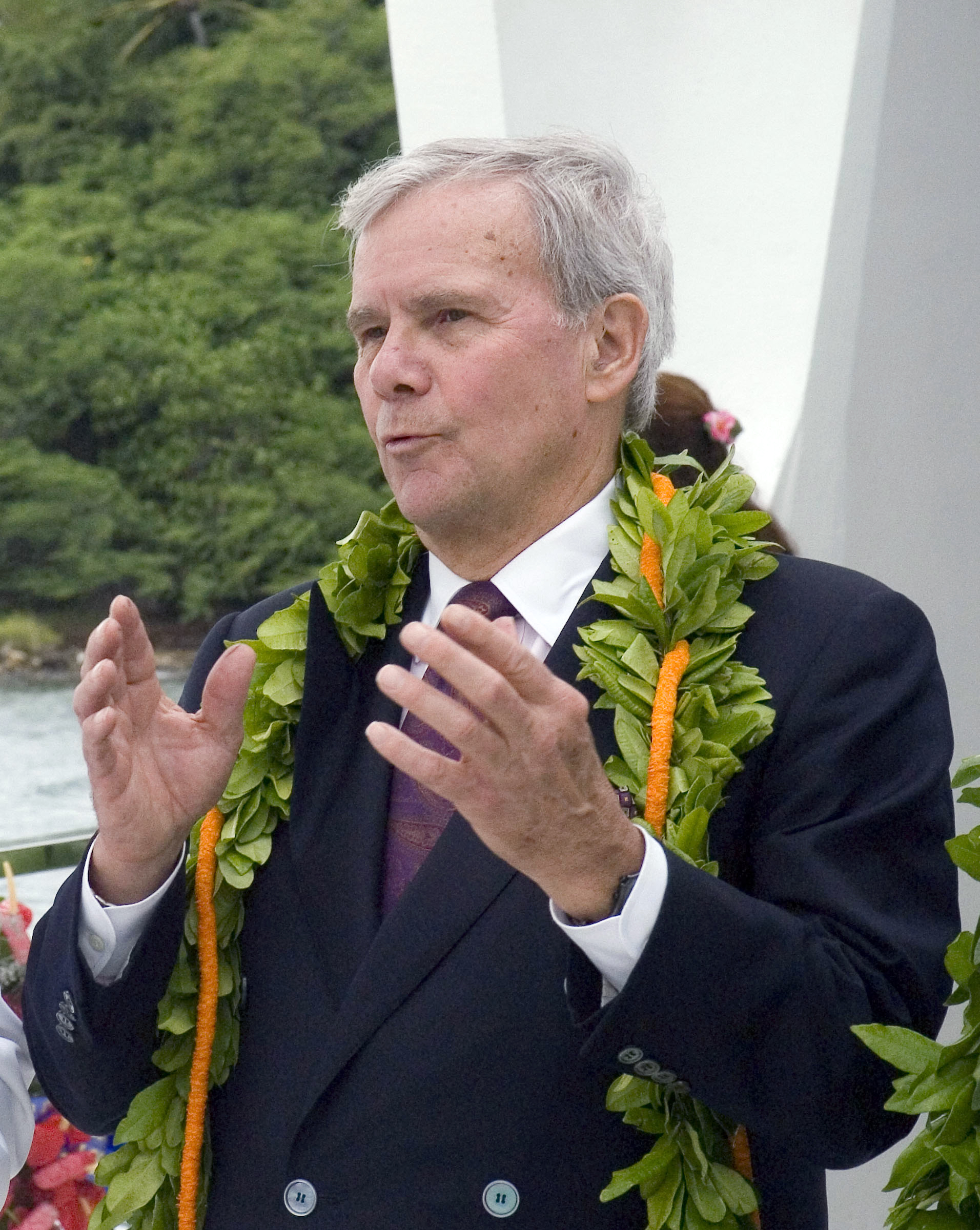
Brokaw en 2006 hablando sobre el ataque a Pearl Harbor.

Después de dejar la silla de presentador, Brokaw permaneció en NBC como corresponsal especial, proporcionando informes periódicos para Nightly News. Se desempeñó como analista de NBC durante la campaña electoral presidencial de 2008 [38] y moderó el segundo debate presidencial entre Barack Obama y John McCain en la Universidad de Belmont . Reportó documentales para Discovery Channel e History Channel y en 2006 pronunció uno de los elogios durante el funeral de estado del expresidente Gerald R. Ford .
El 13 de junio de 2008, cuando NBC interrumpió su programación regular para anunciar la repentina muerte del jefe de la oficina de NBC News en Washington y moderador de Meet the Press, Tim Russert , Brokaw actuó como locutor. Una semana después, NBC anunció que Brokaw actuaría como presentador de Meet the Press de forma interina. Fue sucedido por David Gregory en diciembre de 2008.
Brokaw es miembro de la junta directiva del Consejo de Relaciones Exteriores, el Comité para la Protección de los Periodistas, el Comité Internacional de Rescate y la Clínica Mayo. También es miembro de la Junta de Visitantes de la Escuela de Comunicaciones de la Universidad de Howard y fideicomisario de la Universidad de Dakota del Sur, el Museo Norton Simon, el Museo Americano de Historia Natural y el Comité Internacional de Rescate. También proporciona la voz en off para un anuncio de la Universidad de Iowa que se transmite por televisión durante los eventos deportivos de los Iowa Hawkeyes.
En 2011, Brokaw comenzó a presentar The Boys in the Hall, una serie de documentales de béisbol para Fox Sports Net.
En diciembre de 2012, Brokaw protagonizó el concierto anual de Navidad del Coro del Tabernáculo Mormón, con 84.000 espectadores en vivo. El concierto, titulado Home for the Holidays, fue televisado a nivel nacional en diciembre de 2013.
En abril de 2014, se abrió una nueva instalación de transmisión en el complejo de Universal Studios Hollywood, y fue nombrada en honor de Brokaw como Brokaw News Center. Las instalaciones albergan KNBC-TV, Telemundo, la estación KVEA, y la oficina de Los Ángeles de NBC News.
En noviembre de 2014, el presidente Barack Obama le otorgó a Brokaw la Medalla Presidencial de la Libertad, el honor civil más alto de Estados Unidos. Recibió el honor con la mención "El cronista de la generación más grande ... lo celebramos como uno de los mejores periodistas de nuestra nación".
El 11 de marzo de 2016, Brokaw pronunció uno de los elogios de la ex primera dama Nancy Reagan en su funeral. Habló sobre su relación con los Reagan como reportero y luego como presentador. [44]
El 22 de enero de 2021, NBC anunció que Brokaw se retiraría después de 55 años en la cadena, uno de los pocos presentadores de noticias en el mundo que ha pasado más tiempo en la misma red de noticias, junto con el presentador de noticias ecuatoriano Alfonso Espinosa de los Monteros, quien se encuentra en Ecuavisa desde 1967. [7] [8]